# Ken Caryl, Colorado
Ken Caryl är en ort (CDP) i Jefferson County, i delstaten Colorado, USA. Enligt United States Census Bureau har orten en folkmängd på 32 438 invånare (2010) och en landarea på 25,2 km².